# Setophaga subita
Setophaga subita é uma espécie de ave da família Fringillidae.
É endémica de Antigua e Barbuda.
Os seus habitats naturais são: matagal árido tropical ou subtropical.
Está ameaçada por perda de habitat.
A Dendroica subita tem de 12 a 13,5 cm de de comprimento e pesa aproximadamente de 5 a 8 gramas